# Schweizer Hochdeutsch

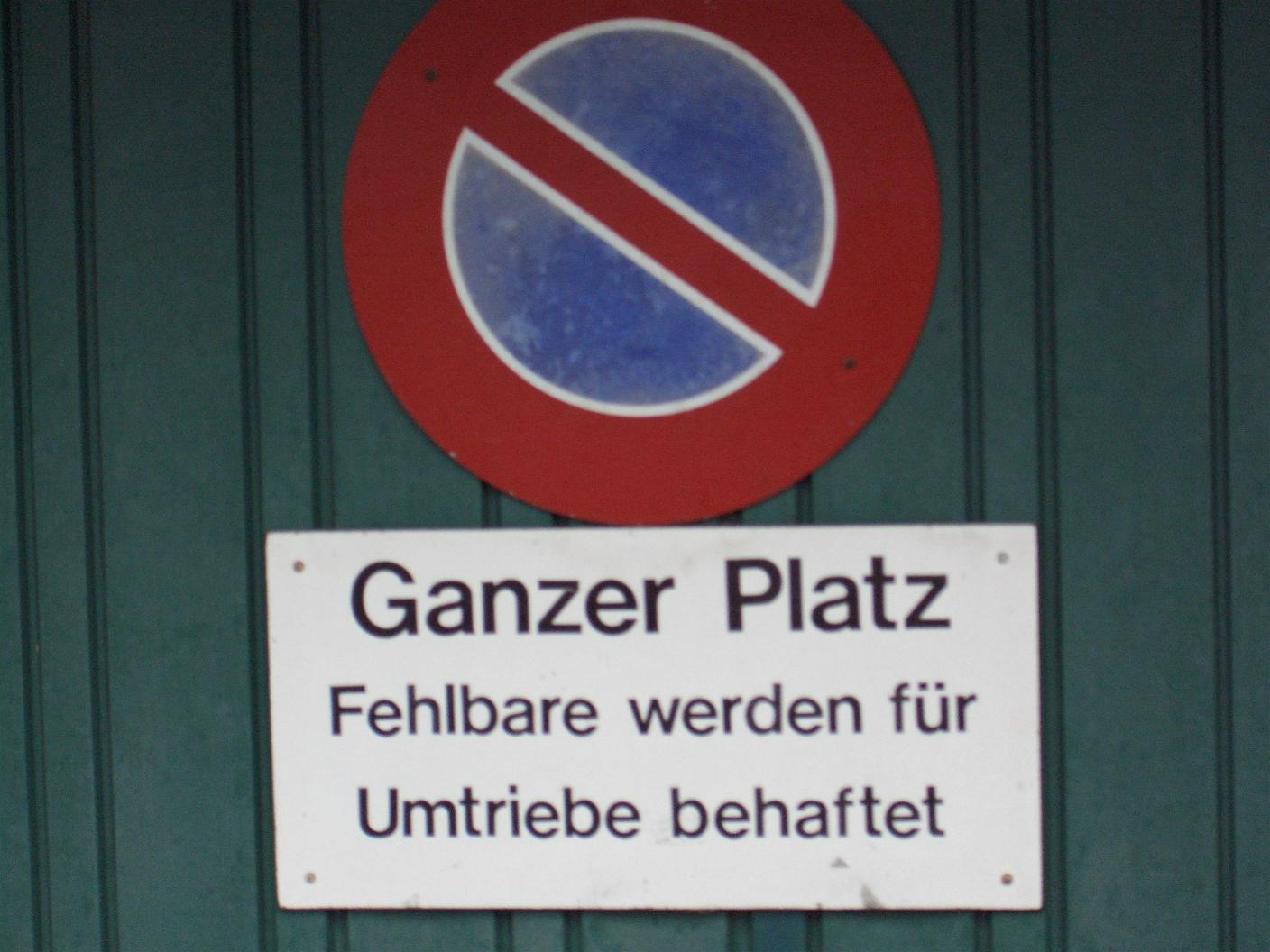
Parkierungsverbotsschild am Basler Rheinufer in Schweizer Hochdeutsch. (Deutschländische Standardvarietät: Gesamter Platz. Zuwiderhandelnde haften für die Kosten des entstehenden Aufwands.) Die Ausdrücke Ganzer Platz, Fehlbare, Umtriebe und behaftet sind Helvetismen.

Das Schweizer Hochdeutsch (auch Schweizerhochdeutsch geschrieben) ist das Standarddeutsch in der Schweiz. Es ist eine nationale Varietät der plurizentrischen deutschen Sprache, und es unterscheidet sich «in der Schreibung, Wortbildung, im Wortschatz und in der Sprachverwendung» von anderen nationalen Varietäten des Deutschen. Die entsprechenden Varianten des Schweizer Hochdeutsch werden als Helvetismen bezeichnet. Ebenso wie im Deutschen gibt es auch abweichende Varietäten im Schweizer Französisch und im Schweizer Italienisch.
Die volkstümliche Bezeichnung des Standarddeutschen in der Schweiz ist Schriftdeutsch oder Schriftsprache, da es vornehmlich für den schriftlichen Gebrauch verwendet wird. Schweizerdeutsch hingegen ist die Sammelbezeichnung für die zumeist mündlich verwendeten alemannischen Dialekte der Deutschschweiz.
Der Pflege des Schweizer Hochdeutsch hat sich der Schweizerische Verein für die deutsche Sprache verschrieben. Dessen (schweizerischer) Dudenausschuss ist Ansprechpartner der Dudenredaktion für alles, was das Deutsch der Schweiz betrifft.

## Schriftliche Verwendung

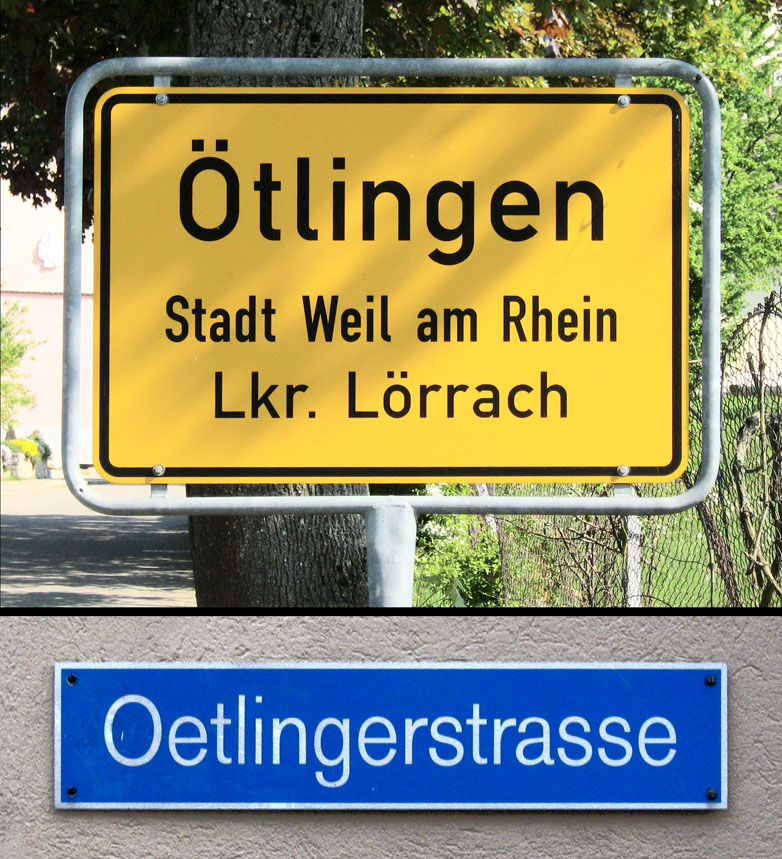
Bei der in Basel nach dem Ort Ötlingen (Baden-Württemberg) benannten «Oetlingerstrasse» wird die in der Schweiz übliche Schreibweise verwendet (Oe für Ö am Anfang von Strassen-, Orts- und Stationsnamen, Zusammenschreibung, ss für ß)

Das in der Schweiz geschriebene Deutsch unterscheidet sich von der geschriebenen Sprache im übrigen deutschsprachigen Raum. Die Unterschiede betreffen zum grössten Teil den Wortschatz sowie die Wortbildung; viel weniger Eigenständigkeiten zeigen sich in der Rechtschreibung und in der Grammatik (siehe Helvetismen).
Augenfällig ist, dass in der Schweiz das Eszett (ß) im Laufe des 20. Jahrhunderts (vor allem zwischen den 1940er und 1970er Jahren) sukzessive ausser Gebrauch geraten ist; an seiner Stelle wird immer ein Doppel-s geschrieben. In Schweizer Schulen wird der Gebrauch des ß nicht unterrichtet, und es kommt auf der Schweizer Tastatur nicht vor.
Schweizer Gemeinde-, Orts- und Stationsnamen werden im Anlaut mit Ae, Oe, Ue geschrieben (beispielsweise Aetzikofen, Oerlikon oder Uebeschi). Strassennamen werden ebenfalls grundsätzlich nach dieser Bundesempfehlung gehandhabt. Flurnamen werden im Anlaut jedoch im Regelfall mit Umlaut geschrieben (beispielsweise Äbenegg, Ölegg oder Überthal). Diese Empfehlungen gelten allgemein seit 1948, waren aber «bereits vor der Einführung der Schreibmaschine um ca. 1880 zu finden». Bei Gattungswörtern (etwa Oel statt Öl) gilt diese Schreibweise hingegen inzwischen als unkorrekt.
Schweizer Hochdeutsch wird in der Schweiz für sämtliche deutschen Texte verwendet, beispielsweise in den Schweizer Medien (sämtlichen Tageszeitungen und Magazinen), in amtlichen Texten, im betrieblichen und privaten Briefverkehr oder in Publikationen von Schweizer Firmen. Dagegen trifft ein Leser in der Schweiz auf ein anderes Hochdeutsch, sobald Textgut oder ihre Verfasser aus anderen deutschsprachigen Gebieten stammen.

## Mündliche Verwendung
Gesprochen wird Schweizer Hochdeutsch zumeist formell bezogen auf die Öffentlichkeit, im Schulunterricht, bei Veranstaltungen mit «Nicht-Schweizerdeutschen», an Hochschulen in Lehrveranstaltungen, in Nachrichtensendungen der öffentlich-rechtlichen Sender, in den Parlamenten einiger Deutschschweizer Kantone und – sofern nicht eine andere Landessprache Verwendung findet – bei Debatten im eidgenössischen Parlament. In Hochdeutsch gehalten sind beispielsweise auch die Lautsprecherdurchsagen auf Bahnhöfen. Üblich ist die Verwendung des Schweizer Hochdeutschen für geschriebene Texte: Ein Rechtsanwalt wird seinen Vortrag bei Gericht üblicherweise in Schweizer Standarddeutsch bzw. Schweizer Hochdeutsch schriftlich verfassen und vorlesen, ansonsten aber seine Reden, wie Richter, Staatsanwalt und sonstige Beteiligte, im Schweizer Dialektdeutsch weiterführen.
In Alltagssituationen wird Schweizer Hochdeutsch grösstenteils nur mit Menschen gesprochen, die den Dialekt nicht verstehen. Unter den verschiedenen Dialekten herrscht weitgehende gegenseitige Verständlichkeit, so dass hier nicht auf das Schweizer Hochdeutsch zurückgegriffen werden muss. In der Schweiz haben Dialekte zumeist ein höheres Ansehen als im übrigen deutschen Sprachraum. Die mündliche Umgangssprache zwischen Deutschschweizern ist fast ausnahmslos die jeweils heimische Mundart, der Ortsdialekt, unabhängig von Bildung und dem gesellschaftlichen Status. Der Dialekt hat heute keinerlei Konnotationen des Ungebildeten, Ländlichen oder Bäuerlichen, wie es im übrigen deutschsprachigen Raum zumindest früher zumeist der Fall war (Soziolekt). Auch Universitätsprofessoren benutzen ausserhalb von Vorlesungen ihren jeweiligen deutschschweizerischen Dialekt – sowohl für die Kommunikation mit Studierenden als auch für den wissenschaftlichen Austausch.
Mundart (Dialekt) und Standarddeutsch stehen in einem Diglossie-Verhältnis zueinander, da beide Sprachformen deutlich voneinander getrennte Funktionen und Geltungsbereiche besetzen. Zwischen Mundart und dem Standarddeutsch gibt es keine graduellen Abstufungen bzw. Übergänge.
Im Umgang mit gehörlosen Kindern wird in der Deutschschweiz im familiären Umfeld und an Gehörlosenschulen Schweizer Hochdeutsch genutzt, d. h., es werden Helvetismen verwendet (z. B. Trottoir), mundartliche Begriffe aber vermieden (z. B. Katze statt Büsi). Folglich ist das Hochdeutsche – neben der Deutschschweizer Gebärdensprache – Muttersprache der gehörlosen Menschen. Gehörlose Menschen beherrschen daher nur schlecht bis gar kein Schweizerdeutsch, es sei denn, das Schweizerdeutsche wird entgegen Empfehlungen von Fachleuten auf privater Ebene gelehrt. Dieser Umstand führt dazu, dass die Kommunikation im Verkehr mit hörenden Menschen erschwert ist, da letztere das Hochdeutsche oft nur passiv beherrschen. Die Muttersprache von hörenden Schweizer Codas (Kinder gehörloser Eltern) ist in der Folge je nach dem sozialen Umfeld neben der Gebärdensprache ebenfalls Schweizer Hochdeutsch, das Schweizerdeutsche wird spätestens im Schulumfeld angelernt.

## Erklärungsansätze
Deutschschweizer sprechen im Allgemeinen ein erkennbar anderes Hochdeutsch als die Sprecher aus anderen deutschsprachigen Regionen. Folgende Faktoren spielen dabei eine Rolle:

### Interferenz
Das Standarddeutsch fast aller Deutschschweizer weicht in der Aussprache von der Standardlautung ab, da die heimischen Dialektformen weit mehr gesprochen werden als im übrigen deutschsprachigen Raum und sich insofern mit der Aussprache vermischen («man hört den eigentlichen Dialektsprecher bei der Aussprache des Standarddeutschen heraus»). Dieses Phänomen wird als Interferenz bezeichnet.
Beispiel: Den ich-Laut, also den palatalen Frikativ wie in «ich», gibt es in den Schweizer Dialekten nicht, hier werden ausnahmslos alle ch-Laute als uvulare Frikative gesprochen, also als ach-Laut, wobei das Schweizer ch meist noch deutlich stärker «kratzt». Daher verwenden viele Deutschschweizer Sprecher auch im Hochdeutschen ausnahmslos den ach-Laut. Bemerkenswert ist, dass schon innerhalb der Schweiz Standarddeutsch je nach Dialektregion unterschiedlich ausgesprochen wird; Berner sprechen also ein anders gefärbtes Hochdeutsch als St. Galler, weil ein Berner Dialekt andere Interferenzen verursacht als ein St. Galler Dialekt. Oft ist es möglich, anhand der Aussprache des Standarddeutschen auf die Herkunft des Sprechers zu schliessen. Dies gilt im deutschsprachigen Raum allerdings überall, wo noch regionale Färbungen der Aussprache bestehen.
Andere Interferenzen sind – je nach Dialekt – das geschlossen und dunkel ausgesprochene lange a, das gegen o tendiert, ein sehr offen ausgesprochenes ä, teilweise andere Wortbetonungen oder eine stärkere Variation der Tonhöhe. Generell gilt sodann der fehlende Knacklaut, ausser bei besonderer Betonung; so werden etwa guten Abend oder vereisen nicht als guten | Abend und ver-eisen, sondern wie gute-nAbend und ve-reisen ausgesprochen, statt er-innern wird e-rinnern gesagt.

### Sprachkonvention
Eine Untersuchung des Sprechverhaltens von Erst- und Zweitklässlern an Deutschschweizer Volksschulen zeigt, dass Erstklässler ein Standarddeutsch sprechen, das näher am bundesdeutschen Hochdeutsch (kurz: Bundesdeutsch) ist als das Deutsch der Zweit- und Drittklässler. Gelernt haben sie es ausserhalb der Schule. Dabei spielt das Fernsehen eine wichtige Rolle. Erstklässler sprechen zum Beispiel die «Ich»- und «Ach»-Laute dem Bundesdeutschen ähnlicher aus als Zweitklässler. Schulkinder lernen also in den ersten Schuljahren, wie Schweizer Standarddeutsch zu klingen hat, passen ihre Artikulation an und entfernen sich dabei vom Bundesdeutschen. Dass Deutschschweizer eine erkennbar schweizerische Form der Standardsprache sprechen, ist demnach als Resultat eines Lernprozesses und der Anpassung an eine Sprachkonvention zu sehen. Triebfeder hinter dieser Anpassung sind das Streben nach Konformität und der Wunsch, von der Sprachgemeinschaft als Mitglied anerkannt zu sein.
Dieser Ansatz versteht Schweizer Hochdeutsch als eine Varietät, für die eine eigenständige Sprachkonvention existiert; in der Gemeinschaft der Sprecher herrscht eine «recht weitgehende Übereinkunft darüber, welche Varianten für die schweizerische Standardsprache [= Schweizer Hochdeutsch] angemessen sind und welche nicht».

### Schriftlichkeit
Weil die Standardsprache kaum ausserhalb des Schulunterrichts gesprochen wird, ist der Einfluss der Schule auf die Qualität der Standardsprache sehr gross. Die Sprache – auch die mündliche – ist im Unterricht sehr stark auf Prinzipien der Schriftlichkeit ausgerichtet: Ein typisch schriftliches Prinzip ist beispielsweise die Forderung, ganze Sätze zu bilden. Syntaktisches Merkmal schriftlicher Sprache sind längere Sätze mit komplexeren Konstruktionen, grössere Wortvarianz (Wortvielfalt) und mehr Adjektive. Gesprochene Sprache dient im Schulunterricht zudem oft nur vordergründig der Kommunikation und wird stark danach beurteilt, ob sie korrekt verwendet wird. Als korrekt gilt, was auch geschrieben werden kann. Die Untersuchung mündlicher Erzählungen von Schulkindern zeigt, dass mit zunehmendem Schulungsniveau der Grad an Mündlichkeit in der gesprochenen Sprache abnimmt. Die Erzählung eines Sechstklässlers zeigt im Vergleich zur Erzählung eines Erstklässlers zwar einen «elaborierteren» Satzbau, ist zugleich aber «papieren» und «steif» – dafür allerdings aufschreibbar. Der Sechstklässler hat im Sprachunterricht nicht sein Ausdrucksvermögen verbessert, sondern gelernt, wie man Bildergeschichten nacherzählen soll. Eine vergleichende Untersuchung von süddeutschen und Nordwestschweizer Schülern der Primarstufe zeigt, dass sich die Standardsprachen der beiden Gruppen stark unterscheiden: Die deutschen Kinder zeigen beispielsweise eine deutliche Tendenz zu Totalassimilationen (ham für haben) und reduzierten nasalen Formen wie der Verkürzung des unbestimmten Artikels (’n Haus – ein Haus, ’ne Blume – eine Blume). Bei den Schweizer Sprechern kommen reduzierte nasale Formen praktisch nicht vor, die Endsilbe -en wird häufig voll realisiert (wir gehen statt wir gehn). Die Schweizer Sprecher verzichten auf die beschriebenen Verschleifungen und halten damit viel häufiger die – korrekten – standardlichen Vollformen ein als die Schüler aus Süddeutschland, wobei aber gerade diese Verschleifungen die Artikulation erleichtern und den Sprachfluss vereinfachen.
Gemäss diesem Ansatz führt der Schulunterricht in der Deutschschweiz dazu, dass Schweizer ein möglicherweise übermässig korrekt gesprochenes Hochdeutsch anstreben; dabei orientieren sie sich einseitig an Qualitätskriterien, die für die geschriebene Sprache gelten. Darunter leiden die sprachliche Spontaneität und die Eloquenz des mündlichen Hochdeutsch. Andererseits ist das Schweizer Hochdeutsch dadurch leichter verständlich, gerade für Personen, die Deutsch als Fremd- oder Zweitsprache lernen und für die umgangssprachliche Verschleifungen ein Hindernis darstellen, vor allem dann, wenn sie die Sprache vorwiegend schriftlich erlernen.

## Haltung zum Schweizer Hochdeutsch
Obwohl nicht der Dialekt, sondern Hochdeutsch eine der vier offiziellen Landessprachen ist, wird Letzteres oft nicht als Sprache der Schweiz, sondern als «Fremdsprache», als Sprache Deutschlands empfunden. In einer Umfrage des Deutschen Seminars der Universität Zürich waren 80 % von 150 Befragten der Meinung, Hochdeutsch sei für Deutschschweizer eine Fremdsprache. Allerdings waren nur 30 % der Meinung, es sei für sie selber eine Fremdsprache.

## Neueste Entwicklungen
Die fehlende Bereitschaft vieler Deutschschweizer, sich im mündlichen Gebrauch der Standardsprache zu bedienen, führt bisweilen zu Konflikten mit Schweizern aus den anderen Sprachregionen: Da diese in der Schule nur die hochdeutsche Standardsprache lernen, haben sie Schwierigkeiten, den Dialekt zu verstehen. Dies führt zu Verständnisschwierigkeiten über die Sprachgrenzen hinweg. Auf der Ebene der Wirtschaft wird deshalb in letzter Zeit vermehrt auch Englisch verwendet. Romands lernen häufig auch zusätzlich Schweizerdeutsch.
Die mittelmässigen Resultate von Deutschschweizer Schülern im sprachlichen Bereich der PISA-Studie führten dazu, dass die Förderung der Standardsprache wieder vermehrt verlangt wird (Stand 2003). Um der mangelhaften aktiven Beherrschung der Standardsprache abzuhelfen und ein positiveres Verhältnis zu dieser «Fremdsprache» herzustellen, kam es in einigen Kantonen zu Bestrebungen, schon im Kindergarten auch Hochdeutsch als Unterrichtssprache einzusetzen, was allerdings stark umstritten war und zu Gegenbewegungen führte.
Im Jahr 2018 gaben 84 % der Erwerbstätigen in der Deutschschweiz an, während der Arbeit Dialekt zu sprechen; 43 % (Mehrfachnennungen möglich) nannten überdies Hochdeutsch.

## Beispiele

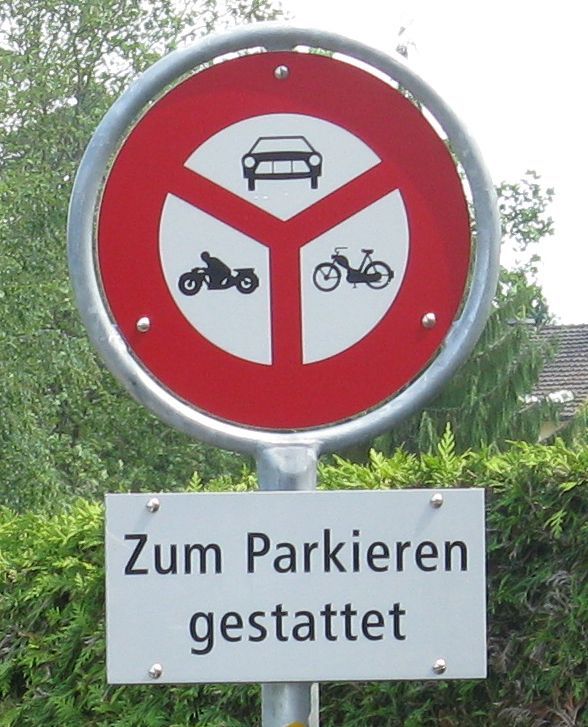
Helvetismus: parkieren

Zu beachten ist, dass diese Helvetismen keine dialektalen Ausdrücke darstellen, die in der Standardsprache als Stilfehler gelten würden, sondern dass es sich um korrekte standardsprachliche Ausdrücke handelt.
| Schweizer Hochdeutsch                                                               | Bundesdeutsches Hochdeutsch                                   |
| ----------------------------------------------------------------------------------- | ------------------------------------------------------------- |
| Anstösser                                                                           | Anlieger, Anrainer                                            |
| Estrich                                                                             | Dachboden                                                     |
| Unterlagsboden                                                                      | Estrich                                                       |
| Rock                                                                                | Kleid                                                         |
| Führerausweis (offizielle Bezeichnung) Fahrausweis (umgangssprachliche Bezeichnung) | Führerschein (Auto, Mofa)                                     |
| Peperoni                                                                            | Paprika (Gemüse)                                              |
| Peperoncini                                                                         | Peperoni                                                      |
| Tram (das)                                                                          | Straßenbahn (die), Tram (die)                                 |
| Umschwung                                                                           | zugehöriges Grundstück rund um ein Gebäude                    |
| Ausbildner                                                                          | Ausbilder                                                     |
| Entscheid                                                                           | Entscheidung                                                  |
| Beschrieb                                                                           | Beschreibung                                                  |
| Renovation                                                                          | Renovierung                                                   |
| Unterbruch                                                                          | Unterbrechung                                                 |
| «Die Schweiz anerkennt den Kosovo.»                                                 | „Die Schweiz erkennt den Kosovo an.“                          |
| «Das Parlament tritt auf eine Vorlage ein.»                                         | „Das Parlament beschließt, eine Vorlage zu behandeln.“        |
| Die Äufnung (das Äufnen) eines Aktivenbestandes bzw. -guthabens.                    | Das Aufstocken (Mehren) eines Aktiva-Bestandes bzw. Guthabens |
| kehren                                                                              | wenden, (um)kehren                                            |
| ausmarchen                                                                          | abgrenzen, durch Auseinandersetzung festlegen                 |
| wischen                                                                             | kehren, fegen                                                 |
| feucht aufnehmen, fegen                                                             | wischen                                                       |
| ein Auto einlösen                                                                   | ein Auto anmelden                                             |
| parkieren                                                                           | parken                                                        |
| grillieren                                                                          | grillen                                                       |
| allfällig                                                                           | etwaig                                                        |
| bis anhin                                                                           | bis jetzt                                                     |
| handkehrum                                                                          | hingegen                                                      |
| im Handkehrum                                                                       | flugs, im Handumdrehen                                        |
| das E-Mail                                                                          | die E-Mail                                                    |
| die Are, die Hektare (Ez.), die Aren, die Hektaren (Mz.)                            | das (der) Ar, Hektar (Ez. und Mz.)                            |
| die Spargel (Ez.), die Spargeln (Mz.)                                               | der Spargel (Ez.), die Spargel (Mz.)                          |
| die Pärke                                                                           | die Parks                                                     |
| gespiesen (besonders im übertragenen Sinne)                                         | gespeist                                                      |
| gewoben (auch im eigentlichen Sinne)                                                | gewebt                                                        |
| halbbatzig («mundartnah»)                                                           | ungenügend, unzulänglich, halbherzig                          |

Ins Schweizer Hochdeutsch sind auch viele französische Wörter und Ausdrücke eingeflossen, wie es seit Jahrhunderten und insbesondere im 17., 18. und auch noch im 19. Jahrhundert für die gesamte deutsche Sprache der Fall war, weil Frankreich in dieser Zeit das kulturelle Zentrum der «Welt» bzw. Europas bedeutete, so dass vor allem unter Gelehrten, dem Adel und dem gebildeten Bürgertum auch gerne Französisch gesprochen wurde. Die französische Schreibweise wurde dabei weitgehend beibehalten. Dagegen wird den Wörtern oft eine schweizerdeutsche Aussprache aufgeprägt, etwa die Betonung der Silben (Fondue: Betonung auf der ersten Silbe; Billett: «t» wird mitgesprochen).
| Schweizer Hochdeutsch                                               | Bundesdeutsches Hochdeutsch                 |
| ------------------------------------------------------------------- | ------------------------------------------- |
| Billett (frz. billet – öffentliche Verkehrsmittel, Veranstaltungen) | Fahrkarte, Fahrschein, Eintrittskarte       |
| Cheminée                                                            | offener Kamin                               |
| Coiffeur                                                            | Friseur/Frisör                              |
| Gilet                                                               | Weste                                       |
| Glace oder Glacé                                                    | Speiseeis                                   |
| Jupe                                                                | Rock                                        |
| Kondukteur, Billetteur                                              | Schaffner                                   |
| Panaché oder Panache                                                | Radler (Mischgetränk aus Bier und Limonade) |
| Perron                                                              | Bahnsteig                                   |
| Pneu                                                                | Auto-, Motorrad- oder Fahrradreifen         |
| Poulet                                                              | gebratenes Masthuhn oder -hähnchen          |
| Thon                                                                | Thunfisch                                   |
| Trottoir                                                            | Gehsteig, Bürgersteig                       |
| Velo                                                                | Fahrrad                                     |

### Wörterbücher und Lexikographisches
- Ulrich Ammon, Hans Bickel, Alexandra N. Lenz (Hrsg.): Variantenwörterbuch des Deutschen. Die Standardsprache in Österreich, der Schweiz, Deutschland, Liechtenstein, Luxemburg, Ostbelgien und Südtirol sowie Rumänien, Namibia und Mennonitensiedlungen. 2., völlig neu bearbeitete und erweiterte Auflage. De Gruyter, Berlin 2016, ISBN 978-3-11-024543-1.
- Hans Bickel, Christoph Landolt: Schweizerhochdeutsch. Wörterbuch der Standardsprache in der deutschen Schweiz. 2., vollständig überarbeitete und erweiterte Aufl. Hrsg. vom Schweizerischen Verein für die deutsche Sprache. Dudenverlag, Berlin 2018, ISBN 978-3-411-70418-7.
- Hannelore Fenske: Schweizerische und österreichische Besonderheiten in deutschen Wörterbüchern (= Institut für deutsche Sprache. Forschungsberichte. Band 10). Mannheim 1973, ISBN 3-87808-610-5.
- Stephan Kaiser: Die Besonderheiten der deutschen Schriftsprache in der Schweiz. Bd. 1: Wortgut und Wortgebrauch. Bd. 2: Wortbildung und Satzbildung (= Duden-Beiträge. Sonderreihe: Die Besonderheiten der deutschen Schriftsprache im Ausland. Bände 30a. 30b). Dudenverlag, Mannheim/Wien/Zürich 1969, 1970.
- Kurt Meyer: Schweizer Wörterbuch. So sagen wir in der Schweiz. Mit einem Beitrag von Hans Bickel. Huber, Frauenfeld 2006, ISBN 978-3-7193-1382-1 (vollständige Überarbeitung von: Duden: Wie sagt man in der Schweiz? Wörterbuch der schweizerischen Besonderheiten [= Duden-Taschenbücher. Band 22]). Dudenverlag, Mannheim/Wien/Zürich 1989.
- Rudolf Schilling: Romanische Elemente im Schweizerhochdeutschen (= Duden-Beiträge. Heft 38). Dudenverlag / Bibliographisches Institut, Mannheim/Wien/Zürich 1970.

### Sonstige Darstellungen
- Die Aussprache des Hochdeutschen in der Schweiz. Eine Wegleitung. Im Auftrag der Schweizerischen Siebs-Kommission hrsg. von Bruno Boesch. Schweizer Spiegel Verlag, Zürich 1957.
- Csaba Földes: Deutsch als Sprache mit mehrfacher Regionalität: Die diatopische Variationsbreite. In: Muttersprache. 112, Nr. 3, Wiesbaden 2002, S. 225–239 (PDF; 260 kB).
- Annelies Häcki Buhofer, Harald Burger: Wie Deutschschweizer Kinder Hochdeutsch lernen. Der ungesteuerte Erwerb des gesprochenen Hochdeutschen durch Deutschschweizer Kinder zwischen sechs und acht Jahren (= Zeitschrift für Dialektologie und Linguistik. Beihefte, 98). Steiner, Stuttgart 1998, ISBN 3-515-07239-X.
- Sara Hägi: Nationale Varietäten im Unterricht Deutsch als Fremdsprache. Lang, Frankfurt am Main u. a. 2006, ISBN 978-3-631-54796-0 (= Duisburger Arbeiten zur Sprach- und Kulturwissenschaft., Band 64). Zugleich Dissertation an der Universität Duisburg-Essen 2005.
- Sara Hägi, Joachim Scharloth: Ist Standarddeutsch für Deutschschweizer eine Fremdsprache? 2005.
- Ingrid Hove: Die Aussprache der Standardsprache in der Schweiz. Niemeyer, Tübingen 2002, ISBN 978-3-484-23147-4.
- Birte Kellermeier-Rehbein: Plurizentrik. Einführung in die nationalen Varietäten des Deutschen. Erich Schmidt Verlag, Berlin 2014, ISBN 978-3-503-15550-7.
- Peter von Matt: Deutsch in der Deutschen Schweiz. In: Peter von Matt: Das Kalb vor der Gotthardpost. Zur Literatur und Politik in der Schweiz. Carl Hanser Verlag, München, 2012, ISBN 978-3-446-23880-0, S. 127–138.
- Kurt Meyer: Das Deutsch der Schweizer. In: Terminologie et Traduction. 1, 1994, S. 9–39.
- Bruno Reihl: Der feine Unterschied. Handbuch für Deutsche in der Schweiz. Midas Management, St. Gallen / Zürich 2009, ISBN 978-3-907100-32-5.
- Joachim Scharloth: Zwischen Fremdsprache und nationaler Varietät. Untersuchungen zum Plurizentrizitätsbewusstsein der Deutschschweizer. 2004.
- Beat Siebenhaar: Das Verhältnis von Mundarten und Standardsprache in der deutschen Schweiz (PDF; 60 kB).
- Beat Siebenhaar, Alfred Wyler: Dialekt und Hochsprache in der deutschsprachigen Schweiz. 1997 (PDF; 129 kB).
- Heinrich Stickelberger: Schweizerhochdeutsch und reines Hochdeutsch: ein Ratgeber in Zweifelsfällen bei Handhabung der neuhochdeutschen Schriftsprache. Im Auftrage des Deutschschweizerischen Sprachvereins. Schulthess, Zürich 1914.